# 장옌구

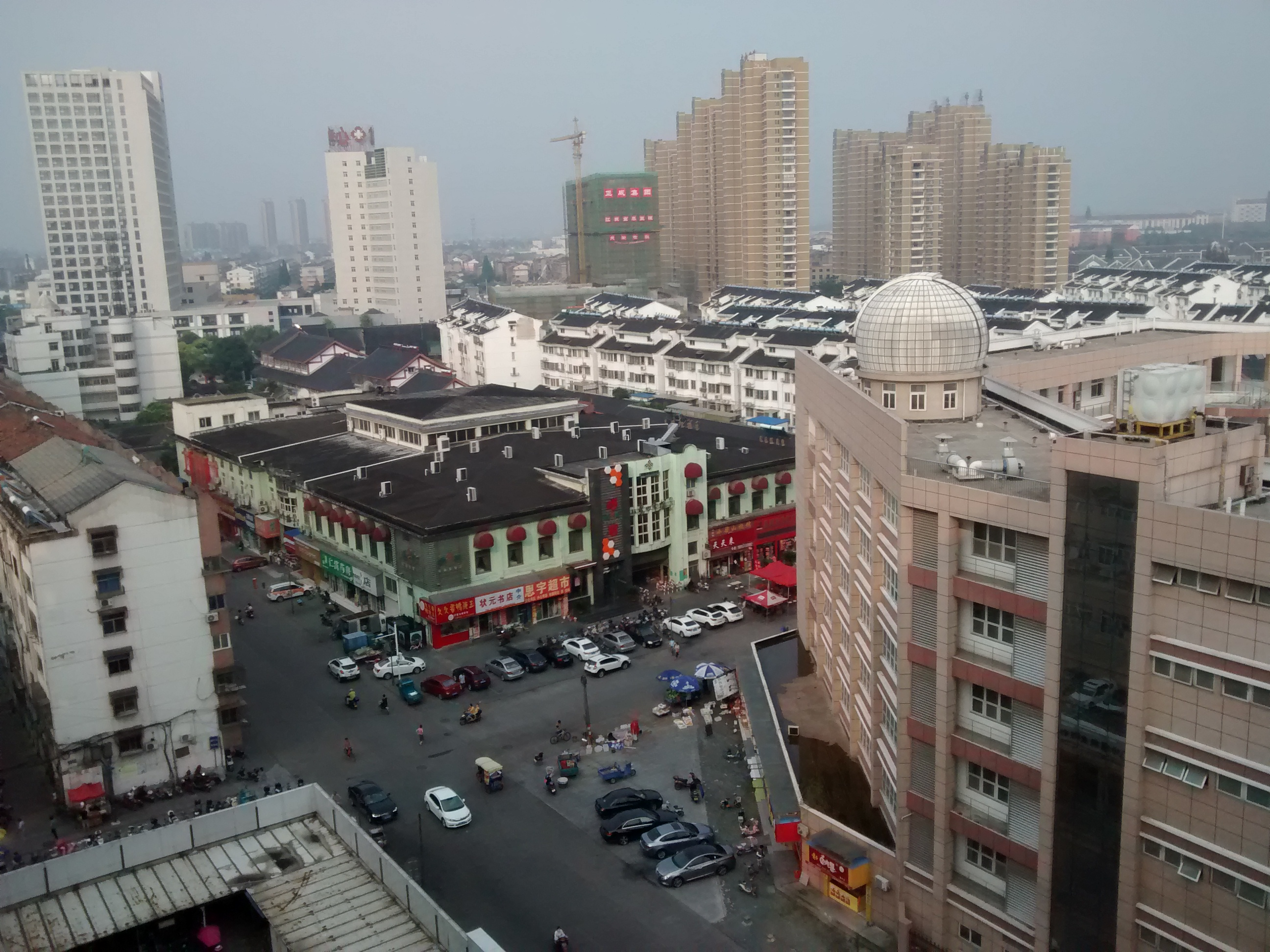

장옌구(한국어: 강언구, 중국어: 姜堰区, 병음: Jiāngyàn Qū)는 중화인민공화국 장쑤성 타이저우 시의 시할구이다. 넓이는 1046km2이고, 인구는 2007년 기준으로 890,000명이다. 이전 이름은 장옌 시이다. 2012년 현재의 이름으로 변경했다.

## 지리
장쑤 성의 중부에 위치한다. 동쪽으로 하이안 현, 둥타이 시와 접하고 서쪽으로 타이저우의 하이링 구, 가오강 구와 접한다. 북쪽에는 싱화 시가 위치해있고 남쪽으로는 타이싱 시가 위치한다.

## 기후
| Jiangyan (1981−2010)의 기후                    | Jiangyan (1981−2010)의 기후 | Jiangyan (1981−2010)의 기후 | Jiangyan (1981−2010)의 기후 | Jiangyan (1981−2010)의 기후 | Jiangyan (1981−2010)의 기후 | Jiangyan (1981−2010)의 기후 | Jiangyan (1981−2010)의 기후 | Jiangyan (1981−2010)의 기후 | Jiangyan (1981−2010)의 기후 | Jiangyan (1981−2010)의 기후 | Jiangyan (1981−2010)의 기후 | Jiangyan (1981−2010)의 기후 | Jiangyan (1981−2010)의 기후 |
| 월                                             | 1월                         | 2월                         | 3월                         | 4월                         | 5월                         | 6월                         | 7월                         | 8월                         | 9월                         | 10월                        | 11월                        | 12월                        | 연간                        |
| ---------------------------------------------- | --------------------------- | --------------------------- | --------------------------- | --------------------------- | --------------------------- | --------------------------- | --------------------------- | --------------------------- | --------------------------- | --------------------------- | --------------------------- | --------------------------- | --------------------------- |
| 역대 최고 기온 °C (°F)                         | 19.9 (67.8)                 | 25.8 (78.4)                 | 28.3 (82.9)                 | 32.4 (90.3)                 | 35.5 (95.9)                 | 38.3 (100.9)                | 38.4 (101.1)                | 38.7 (101.7)                | 36.2 (97.2)                 | 32.2 (90.0)                 | 28.3 (82.9)                 | 21.8 (71.2)                 | 38.7 (101.7)                |
| 일평균 최고 기온 °C (°F)                       | 6.6 (43.9)                  | 8.6 (47.5)                  | 13.1 (55.6)                 | 19.3 (66.7)                 | 25.2 (77.4)                 | 28.3 (82.9)                 | 31.2 (88.2)                 | 30.8 (87.4)                 | 27.1 (80.8)                 | 22.2 (72.0)                 | 15.9 (60.6)                 | 9.4 (48.9)                  | 19.8 (67.7)                 |
| 일일 평균 기온 °C (°F)                         | 2.3 (36.1)                  | 4.1 (39.4)                  | 8.2 (46.8)                  | 14.0 (57.2)                 | 19.7 (67.5)                 | 23.9 (75.0)                 | 27.3 (81.1)                 | 26.8 (80.2)                 | 22.7 (72.9)                 | 17.3 (63.1)                 | 10.9 (51.6)                 | 4.7 (40.5)                  | 15.2 (59.3)                 |
| 일평균 최저 기온 °C (°F)                       | −0.9 (30.4)                 | 0.7 (33.3)                  | 4.1 (39.4)                  | 9.2 (48.6)                  | 14.9 (58.8)                 | 20.1 (68.2)                 | 24.1 (75.4)                 | 23.7 (74.7)                 | 19.3 (66.7)                 | 13.3 (55.9)                 | 7.0 (44.6)                  | 1.1 (34.0)                  | 11.4 (52.5)                 |
| 역대 최저 기온 °C (°F)                         | −11.4 (11.5)                | −10.0 (14.0)                | −5.6 (21.9)                 | −1.9 (28.6)                 | 5.5 (41.9)                  | 11.3 (52.3)                 | 16.9 (62.4)                 | 17.2 (63.0)                 | 9.8 (49.6)                  | 0.9 (33.6)                  | −4.2 (24.4)                 | −11.2 (11.8)                | −11.4 (11.5)                |
| 평균 강수량 mm (인치)                          | 43.0 (1.69)                 | 42.9 (1.69)                 | 73.1 (2.88)                 | 70.7 (2.78)                 | 87.7 (3.45)                 | 141.7 (5.58)                | 182.9 (7.20)                | 146.5 (5.77)                | 96.3 (3.79)                 | 51.0 (2.01)                 | 54.7 (2.15)                 | 29.1 (1.15)                 | 1,019.6 (40.14)             |
| 평균 상대 습도 (%)                             | 74                          | 76                          | 74                          | 76                          | 76                          | 78                          | 84                          | 84                          | 82                          | 77                          | 74                          | 73                          | 77                          |
| 출처: China Meteorological Data Service Center |                             |                             |                             |                             |                             |                             |                             |                             |                             |                             |                             |                             |                             |

## 역사
장옌은 오랜 역사가 있다. 예전에는 타이셴(泰县)으로 불렸고 서한 왕조 말엽에 설치되었다. 이곳에는 주나라의 유적과 당나라의 불상, 청나라의 마을이 있다. 송나라 때 악비와 문천상은 장옌에 주둔하면서 금나라 침입자들을 물리쳤다.
장옌의 다른 이름들로 하이루(海陆), 우링(吴陵), 타이저우(泰州)가 있다. 친퉁 보트 축제(溱潼会船)는 명나라 때 시작된 이래 중국 동부의 중요한 관광 상품이 되었다.
장옌은 중국 현대사에서 특별한 곳이 되었다. 제14홍군에 의해 장쑤 성의 첫 소비에트 기지가 장옌에 세워졌다. 현재 중국의 국가 주석인 후진타오가 이곳에서 태어나고 자랐다. 장옌의 바이마 사(白马庙)는 인민해방군의 해군이 탄생한 곳이기도 하다.
1994년에 시로 승격되면서 타이셴에서 현재 이름인 장옌으로 이름이 바뀌었다.

## 교통
난징-진장-옌청 국도가 남북을 통과하고 328번 국도가 동서를 가로지른다. 모든 진들이 잘 포장된 도로에 의해 연결되어있다. 운하와 강들은 좋은 수상 교통 체계를 제공한다. 난징과 상하이까지 3시간 밖에 걸리지 않는다.

## 행정 구역
16개 진을 관할한다.
- 진: 姜堰镇, 溱潼镇, 蒋垛镇, 顾高镇, 大伦镇, 张甸镇, 大泗镇, 梁徐镇, 桥头镇, 淤溪镇, 白米镇, 娄庄镇, 沈高镇, 兴泰镇, 俞垛镇, 华港镇.